# Лиелауцская волость
Лиелауцская волость (латыш. Lielauces pagasts) — одна из территориальных единиц Добельского края. Находится в районе Лиелауцских холмов Восточно-Курземской возвышенности.

Наиболее крупные населённые пункты Бенской волости: Лиелауце (волостной центр), Киегельцеплис, Ражотайи.
По территории волости протекают реки: Ауце, Берзе, Личупе.
Крупный водоём: Лиелауцес эзерс.
Наивысшая точка: Лапсу калнс (151.2 м).
Национальный состав: 83,6 % — латыши, 5,6 % — русские, 5,3 % — литовцы, 1,8 % — украинцы, 1,5 % — поляки, 1,3 % — белорусы.
Волость пересекает автомобильная дорога Тукумс — Ауце.

## История
В XII веке на этой территории, исторически связанной с землёй Добене, проживали земгалы. В XIII веке она была завоёвана Ливонским орденом. В XVI—XVIII веках входила в состав Курляндского герцогства. в конце XVIII века составила часть Курляндской губернии Российской империи.
В XIX веке здесь находились Лиелауцское, Сирмельское и Стирнское поместья, а также Галауцское, Ленеское, Минеское, Скарское и Таувенское полупоместья.
В 1935 году территория Лиелауцской волости Елгавского уезда составляла 113,83 км², в ней проживало 1664 человек.
После Второй мировой войны был организован колхоз «Лиелауце», ликвидированный в начале 1990-х годов.
В 1945 году в волости были образованы Лиелауцский и Сирмелский сельские советы. В 1949 году произошла отмена волостного деления и Лиелауцский сельсовет входил в состав Ауцского (1949—1959) и Добельского (после 1959) районов.
В 1954 году к Лиелауцскому сельсовету были присоединены территории ликвидированных Керклиньского и Сирмелского сельсоветов. В 1975 и 1989 годах был проведён ряд обменов территориями с некоторыми из соседних сельсоветов.
В 1990 году Лиелауцский сельсовет был реорганизован в волость. В 2009 году, по окончании латвийской административно-территориальной реформы, Лиелауцская волость вошла в состав Ауцского края.
В 2021 году в результате новой административно-территориальной реформы Ауцский край был упразднён, а Лиелауцская волость была включена в Добельский край.
В 2007 году в волости находилось 4 экономически активных предприятия, Лиелауцская начальная школа, библиотека, Дом культуры, докторат, почтовое отделение.